# Comuna Suhaia, Teleorman
Suhaia este o comună în județul Teleorman, Muntenia, România, formată numai din satul de reședință cu același nume.

## Demografie
Componența etnică a comunei Suhaia
     Români (92,71%)
     Alte etnii (0%)
     Necunoscută (7,29%)
Componența confesională a comunei Suhaia
     Ortodocși (92,12%)
     Alte religii (0,27%)
     Necunoscută (7,61%)
Conform recensământului efectuat în 2021, populația comunei Suhaia se ridică la 1.879 de locuitori, în scădere față de recensământul anterior din 2011, când fuseseră înregistrați 2.338 de locuitori. Majoritatea locuitorilor sunt români (92,71%), iar pentru 7,29% nu se cunoaște apartenența etnică. Din punct de vedere confesional, majoritatea locuitorilor sunt ortodocși (92,12%), iar pentru 7,61% nu se cunoaște apartenența confesională.

## Istorie
La sfârșitul secolului al XIX-lea, comuna făcea parte din plasa Marginea a județului Teleorman, fiind alcătuit doar din satul Suhaia având o populație de 2466 de locuitori. În comună funcționa două școli mixte și o biserică.
Anuarul Socec din 1925 consemnează comuna în plasa Zimnicea a aceluiași județ având o populație de 4215 de locuitori.
În anul 1950, comuna au trecut în administrația raionului Zimnicea al regiunii Teleorman, raion care, doi ani mai târziu, a fost inclus în regiunea București.
În anul 1960, comuna a primit și satul Fântânele, iar în anul 1968, comuna a trecut la județul Teleorman, în actuala structură. În anul 2004, comuna Fântânele este reînființată, prin desprinderea satului cu același nume de comuna Suhaia, iar de la acea dată, comuna are actuala componență.

## Politică și administrație
Comuna Suhaia este administrată de un primar și un consiliu local compus din 11 consilieri. Primarul, Polexia-Georgiana Barbu[*], de la Partidul Național Liberal, este în funcție din 2016. Începând cu alegerile locale din 2024, consiliul local are următoarea componență pe partide politice:
|  | Partid                    | Consilieri | Componența Consiliului | Componența Consiliului | Componența Consiliului | Componența Consiliului | Componența Consiliului | Componența Consiliului | Componența Consiliului | Componența Consiliului |
|  | ------------------------- | ---------- | ---------------------- | ---------------------- | ---------------------- | ---------------------- | ---------------------- | ---------------------- | ---------------------- | ---------------------- |
|  | Partidul Național Liberal | 8          |                        |                        |                        |                        |                        |                        |                        |                        |
|  | Partidul Social Democrat  | 3          |                        |                        |                        |                        |                        |                        |                        |                        |